# Quartier chinois (film, 1931)
Pour les articles homonymes, voir Quartier chinois (homonymie).

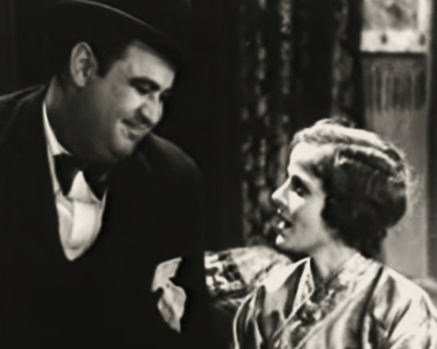
Billy Gilbert et Barbara Kent dans une scène du film.

Quartier chinois (Chinatown After Dark) est un film américain pré-Code réalisé par Stuart Paton et sorti en 1931.

## Fiche technique
- Titre original : Chinatown After Dark
- Réalisation : Stuart Paton
- Scénario : Betty Burbridge
- Producteurs : Ralph M. Like, Cliff P. Broughton
- Photographie : Jules Cronjager
- Montage : Byron Robinson, Viola Roehl
- Genre : Mystère[1]
- Musique : Lee Zahler (en)
- Production : Action Pictures
- Distributeur : Mayfair Pictures
- Durée : 59 minutes
- Date de sortie : 
  - États-Unis : 15 octobre 1931

## Distribution
- Carmel Myers : Madame Ying Su
- Rex Lease : James 'Jim' Bonner
- Barbara Kent : Lotus
- Edmund Breese : Le Fong
- Frank Mayo : Ralph Bonner
- Billy Gilbert : Horatio Dooley
- Michael Visaroff : Mr. Varonoff
- Laska Winter : Ming Fu
- Willie Fung :	Ling Chi
- George Chesebro : l'homme de main de Varonoff
- Lloyd Whitlock : détective capitaine
- James B. Leong : domestique